# 97대선 게임의 법칙
《97대선 게임의 법칙》은 한국의 경제학자이자 저술가, 정치인인 유시민의 저서이다.

## 주요 내용
저자는 이 책을 통해 13대, 14대 대통령 선거에서 민주세력이 참패한 이해할 수 없는, 그리고 비합리적인 그 결과에 대해 해명하고 분석한 결과를 바탕으로 다음 15대 대통령 선거(1997년 대선)에서 정권 교체를 이뤄낼 길을 찾으려 한다.
저자는 반김대중 정서 가설로 결과를 설명하고 있으며, 조순을 통해 대리전을 치러야 한다고 주장한다.
"~제일 오래 그리고 서럽게 울었던 날은 제13대 대통령 선거가 치러진 1987년 12월 16일 밤부터 다음날 새벽녘까지이다." "이 책은 그 '좌절의 날' 1987년 12월 16일에 품었던 바로 그 의문을 풀어보려는 시도이다."